# Belgique aux Jeux olympiques d'été de 1964
La Belgique participe aux Jeux olympiques d'été de 1964 à Tokyo au Japon. 61 athlètes belges, 60 hommes et une femme, ont participé à 36 compétitions dans 13 sports. Ils y ont obtenu trois médailles : deux d'or et une de bronze.

## Médailles
| Médaille | Discipline | Épreuve             | Athlète          | Performance | Date |
| -------- | ---------- | ------------------- | ---------------- | ----------- | ---- |
| Or       | Athlétisme | 3000 mètres steeple | Gaston Roelants  |             |      |
| Or       | Cyclisme   | Kilomètre           | Patrick Sercu    |             |      |
| Bronze   | Cyclisme   | Course en ligne     | Walter Godefroot |             |      |